# (29626) 1998 TV12
(29626) 1998 TV12 est un astéroïde de la ceinture principale d'astéroïdes découvert en 1998.

## Description
(29626) 1998 TV12 a été découvert le 13 octobre 1998 à l'observatoire de Kitt Peak, situé dans l'Arizona (États-Unis), par le projet Spacewatch de l’université de l'Arizona.

### Caractéristiques orbitales
L'orbite de cet astéroïde est caractérisée par un demi-grand axe de 2,41 ua, un périhélie de 2,14 ua, une excentricité de 0,11 et une inclinaison de 2,07° par rapport à l'écliptique. Du fait de ces caractéristiques, à savoir un demi-grand axe compris entre 2 et 3,2 ua et un périhélie supérieur à 1,666 ua, il est classé, selon la JPL Small-Body Database, comme objet de la ceinture principale d'astéroïdes.

### Caractéristiques physiques
(29626) 1998 TV12 a une magnitude absolue (H) de 15,4 et un albédo estimé à 0,150.